# جوي ما
جوي ما تاك-تشونغ هو ممثل هونغ كونغي ولد في يوم 27 يونيو 1968 في هونغ كونغ. عمل في الشرطة قبل التمثيل. بدأ التمثيل في سنة 1991. مثل عدة أفلام ومسلسلات مثل فيلم 72 Tenants of Prosperity في 2010 و Line Walker 2: Invisible Spy في 2019 ومثل في مسلسل حياة على الخط.

## روابط خارجية
- جوي ما على موقع IMDb (الإنجليزية)
- جوي ما على موقع قاعدة بيانات الفيلم (الإنجليزية)